# Universidad Técnica de Sofía
La Universidad Técnica de Sofía (en búlgaro: Технически университет — София, abreviada como TU — Sofia) es una institución de educación superior con sede en Sofía y es la mayor universidad técnica en Bulgaria.
Fundada el 15 de octubre de 1945, como parte de la Escuela Técnica Superior (más tarde renombrada a Politécnica Estatal), es una institución independiente desde 1953, cuando la Politécnica se dividió en cuatro institutos técnicas independientes. Ha tenido su actual nombre y tiene estatus de universidad desde el 21 de julio de 1995. Cuenta con catorce facultades principales en Sofía, Plovdiv y Sliven, así como otros tres más, con la educación sólo en lenguas extranjeras: alemán, inglés y francés.

## Facultades
La universidad se divide en:
1. principales facultades en Sofia (11):
  - Facultad de Automoción
  - Facultad de Ingeniería Electrónica y Tecnología
  - Facultad de Electrotecnia
  - Facultad de Ingeniería y Maquinaria eléctrica
  - Facultad de Sistemas y Automática
  - Facultad de Tecnologías de las comunicaciones
  - Facultad de Ingeniería Mecánica
  - Facultad de Tecnología de Máquinas
  - Facultad de Gestión
  - Facultad de Transporte
  - Facultad de Matemáticas Aplicadas e Informática
  - Departamento de Física Aplicada
2. facultades principales en Plovdiv (2):
  - Facultad de Electrónica y Automática
  - Facultad de Ingeniería Mecánica y de Dispositivos
3. una facultad principal en Sliven:
  - Facultad de Ingeniería y Pedagogía
4. facultades con educación en lenguas extranjeras en Sofía (3):
  - Facultad de Educación en Ingeniería y Gestión Industrial de Alemania
  - Departamento de Ingeniería en inglés
  - Departamento de Ingeniería Eléctrica en francés